# Osh Uzbek Music and Drama Theatre nomeado após Babur
O Osh Uzbek Music and Drama Theatre nomeado após Babur (em usbeque:  Бобур номли Ўш Давлат академик ўзбек мусиқали драма театри em russo:  Ошский Государственный академический узбекский музыкально-драматический театр имени Бабура) - o mais antigo teatro profissional do Quirguistão, o segundo teatro mais antigo da Ásia Central. 

## História
Em 1914, sob a liderança de Rahmonberdi Madazimov, juntamente com o professor da escola russa de Osh, Baltykhodzhoy Sultanov fundou um grupo de teatro.
O primeiro diretor artístico da trupe de teatro Madazimov Rakhmonberdi foi o primeiro fundador e organizador do movimento teatral no Quirguizistão.
O Teatro Babur em Osh é o teatro mais antigo da Ásia Central, depois do Teatro Nacional de Teatro Acadêmico do Uzbequistão, batizado em homenagem a Hamza em Tashkent (fundado em 1913-27 de fevereiro de 1914).